# Heinrich von Wittek
Heinrich (bis 10. April 1919 Ritter von) Wittek (* 29. Jänner 1844 in Wien; † 9. April 1930 in Wien 1., Schottengasse 3, Melker Hof) war hoher Beamter, christlichsozialer Politiker, k.k. Eisenbahnminister und 1899/1900 vier Wochen lang Ministerpräsident der österreichischen Reichshälfte Österreich-Ungarns.

Heinrich von Wittek

## Leben

### Familie
Heinrich war der älteste Sohn von Johann Marzellin Ritter von Wittek (1801–1876), des Erziehers des späteren Kaisers Franz Joseph I. und seiner Brüder. Heinrich war der Spielfreund von Ludwig Viktor von Österreich, dem jüngsten Bruder des Kaisers. Durch diese höfischen Beziehungen genoss er während der Monarchie eine gewisse Protektion.
Wittek hatte drei Schwestern, Sophie (* 1844), Johanna (1860–1945), die Malerin wurde und Ehefrau von Minister Rudolf Freiherr Schuster von Bonnott, sowie Maria Annunziata (1867–1951), die unter dem Namen Irma Wittek als Schriftstellerin wirkte.

### Ministerialbeamter
Heinrich Wittek wurde nach dem Besuch des Wiener Schottengymnasiums und dem Studium der Rechtswissenschaften an der Universität Wien als Dr. jur. in den Staatsdienst der im Reichsrat vertretenen Königreiche und Länder (Cisleithanien) aufgenommen. Er profilierte sich als Experte für das Eisenbahnwesen.
Wittek trat im Jahre 1865 bei der n.-ö. Finanz-Prokuratur in den Staatsdienst ein und wurde im März 1868 als Konzeptsadjunkt in das k.k. Handelsministerium berufen, in dem er zum Ministerialsekretär vorrückte. Im Jahre 1874 in der damals neu errichteten Eisenbahnsektion übernahm er das Referat für legislative und Kommissions-Angelegenheiten. Im Jahre 1875 erfolgte seine Ernennung zum Sektionsrat, 1880 zum Ministerialrat, 1885 zum Titular- und 1886 zum wirklichen Sektionschef. Im Jahre 1887 wurde Wittek zur Leitung der Eisenbahnsektion des Handelsministeriums berufen und 1891 wurde er mit der Würde eines Geheimen Rates bekleidet.
Als am 19. Juni 1895 Graf Kielmansegg provisorisch mit dem Vorsitze im Ministerrat betraut wurde, wurde Sektionschef Wittek zum Leiter des Handelsministeriums ernannt, wo er bis zum Amtsantritte des Kabinetts Badens (1. Oktober 1895) fungierte. Während seiner Tätigkeit im Handelsministerium war er mit den Vorbereitungen zur Transferierung der Eisenbahnagenden des Ministeriums in das 1896 gegründete k.k. Eisenbahnministerium befasst, in das er als Sektionschef auch selbst wechselte. Hier wurden nun die Agenden der k.k. österreichischen Staatsbahnen unter direkter Leitung des Ministers bearbeitet.

### Eisenbahnminister
Am 30. November 1897 trat Wittek als Eisenbahnminister in das von Freiherrn von Gautsch gebildete Ministerium ein. In dieser Stellung verblieb er auch in den folgenden Kabinetten bis zu seiner am 1. Mai 1905 erfolgten Versetzung in den Ruhestand. Er war erfolgreich beim Ausbau des Eisenbahnnetzes und setzte sich für soziale Belange der Eisenbahner ein. In seiner Amtszeit als Minister wurde 1898–1901 die Wiener Stadtbahn eröffnet. Er brachte 1901 das Projekt Neue Alpenbahnen, das größte zivile Investitionsvorhaben der österreichischen Reichshälfte in den letzten zwanzig Jahren der Monarchie, erfolgreich durchs Parlament (die Eröffnung der neuen Bahnlinien fand unter späteren Ministern statt). Auf sein Betreiben wurde im Ministerium eine ihm direkt unterstellte Eisenbahnbaudirektion eingerichtet und eine Fahrkartensteuer beschlossen.
Von 21. Dezember 1899 bis 18. Jänner 1900 amtierte Wittek, als „Übergangslösung“ für Ernest von Koerber, auch kurz als Ministerpräsident der österreichischen Reichshälfte. Dabei genehmigte er eine liberale Wiener Gemeindewahlordnung, die im Sinne der Christlichsozialen lag.

### Rücktritt
Bei zwei der in Bau befindlichen neuen Alpenbahnen ergaben sich Probleme: bei der Pyhrnbahn durch Wassereinbrüche im Bosrucktunnel und bei der Wocheiner Bahn durch geologische Besonderheiten und Wassereinbrüche im Wocheiner Tunnel. Für solche und andere Mehrkosten war im Budget des Eisenbahnministeriums nicht vorgesorgt.
Wittek hatte sich, wie die Wiener Tageszeitung Neue Freie Presse am 2. Mai 1905 resumierte, auf Grund seiner angeblich auch zu wenig auf die Bedürfnisse der Wirtschaft eingehenden Eisenbahnpolitik diverse Gruppierungen im Reichsrat zum Feind gemacht. Als nun der zuständige Unterausschuss des Abgeordnetenhauses beim Projekt Neue Alpenbahnen wesentliche Budgetüberschreitungen feststellte, zu denen keine parlamentarische Zustimmung eingeholt worden war, erklärte Eisenbahnbaudirektor Karl Wurmb seinen Rücktritt. Die Parlamentarier hielten aber, der Zeitung zufolge, Wittek für den eigentlichen politisch Verantwortlichen, so dass alle Fraktionen außer den Christlichsozialen gegen ihn auftraten und diese es nicht für tunlich hielten, Wittek zu stützen. Auch seine Ministerkollegen wollten nicht für seinen Verbleib in der Regierung sprechen. Wittek reichte daher sein Demissionsgesuch ein, das vom Kaiser am 1. Mai 1905 angenommen wurde.
Die als Sprachrohr der Christlichsozialen Partei fungierende Wiener Tageszeitung Reichspost kommentierte am 3. Mai 1905 die Demission Witteks:

„... die Wittekschen Mißerfolge sind eigentlich mehr Ausgeburten des Koerberschen Gesamtkabinetts, als Fehler Witteks, der sonst immer eine tüchtige Arbeitskraft, ein guter Fachmann und ein ehrenwerter Vertreter der allgemeinen Staatsinteressen in der Eisenbahnpolitik gewesen ist.“

Das Blatt erinnerte daran, dass die Privatbahnen wegen der technischen Verbesserungen, die Wittek von ihnen verlangt habe, sehr unzufrieden gewesen seien. Die Budgetüberschreitungen beim Bahnbau seien darauf zurückzuführen, dass Experten und Parlamentarier die Kosten der Bahnneubauten bei deren Beschluss zu oberflächlich kalkuliert und daher zu gering eingeschätzt hatten. Außerdem mutmaßte das Blatt, das Ausscheiden Witteks könne auch damit zu tun haben, dass Ministerposten (Parlamentarisierung des Kabinetts) frei gemacht werden sollten, um der Regierung durch die Einbeziehung wichtiger Fraktionsvertreter die Unterstützung einer Reichsratsmehrheit zu verschaffen. Die Christlichsozialen würden aber ihren Ruf sicher nicht durch Beteiligung an der Regierung ruinieren. Der Wiener Bürgermeister Karl Lueger ließ Wittek am 5. Mai 1905 von der christlichsozialen Mehrheit im Gemeinderat zum Ehrenbürger von Wien wählen.

### Parlamentarier
Der Geheime Rat, Minister außer Dienst, Dr. Heinrich Ritter v. Wittek wurde vom Kaiser am 16. August 1905 gemeinsam mit anderen verdienten Männern zum Mitglied des Herrenhauses auf Lebensdauer ernannt. Von der Reichsratswahl 1907 an war Wittek bis zum Ende der XI. Legislaturperiode, 1911, christlichsoziales Mitglied des Abgeordnetenhauses. Er übernahm dabei das Mandat von Karl Lueger. Die Zugehörigkeit zum Herrenhaus ruhte während seiner Abgeordnetentätigkeit.

### Auszeichnungen und Beisetzung
Ritter von Wittek wurde im November 1871 durch das Ritterkreuz des Franz Josefs-Ordens, 1893 durch das Kommandeurkreuz des St.-Stephans Ordens, 1899 durch den Orden der Eisernen Krone I. Klasse und 1904 durch das Großkreuz des Leopolds Ordens ausgezeichnet. Am 11. April 1930 wurde er auf dem Hietzinger Friedhof im 13. Wiener Gemeindebezirk, unweit von Schloss Schönbrunn, in Gruppe 6, Grab Nr. 65, im Grab seiner Eltern (1876 sein Vater, 1891 seine Mutter Elise) beigesetzt. 1951 wurde hier auch seine Schwester Maria Annunziata bestattet.

## Schriften (Auswahl)
- mit Joseph Pollanetz (Hrsg.): Sammlung der das oesterreichische Eisenbahnwesen betreffenden Gesetze, Verordnungen, Staatsverträge und Constitutiv-Urkunden. 3 Bände, 3 Ergänzungsbände. K. k. Hof- und Staatsdruckerei, Wien 1870–1878.
- Hrsg.: Festgabe zum 100jährigen Jubiläum des Schottengymnasiums gewidmet von ehemaligen Schottenschülern. W. Braumüller, Wien 1907.
- Das Gesetz über Bahnen niederer Ordnung vom 8. August 1910: nebst den Materialien und einem die älteren allgemeinen Lokalbahngesetze enthaltenden Anhang. Manz, Wien 1910.
- Entwicklung und Funktion der Bahnen niederer Ordnung im Verkehrswesen: nach Vorträgen, gehalten in d. Freien Vereinigung für Staatswissenschaftliche Fortbildung zu Wien am 30. u. 31. Oktober, 3. u. 6. November 1911. Hölder, Wien 1912 (Schriften über Verkehrswesen; 1. Reihe; 8)
- Leitende Grundsätze der Staatsbahnverwaltung: Vorträge, gehalten an der Universität Wien 1912. Hölder, Wien 1913 (Schriften über Verkehrswesen; 9).
- Österreichische Soldatenlieder und Märsche. In: Österreichische Rundschau. Band 48 (Juli–Sept. 1916), S. 121–127.
- Die mitteleuropäischen Wirtschaftsfragen. Strache, Warnsdorf i. B. 1917 (Flugschriften für Österreich-Ungarns Erwachen; 26).
- Wechselbeziehungen zwischen Eisenbahnen und Schiffahrt. In: Österreichischer Wasserstrassentag. Wien 1917, S. 93–104.
- Die österreichischen Eisenbahnen vor und nach dem Kriege. In: Gustav Stolper (Hrsg.): Deutsch-Österreich. Duncker & Humblot, München 1921, S. 99–126.
- Die kriegswirtschaftlichen Organisationen und Zentralen in Österreich. In: Zeitschrift für Volkswirtschaft und Sozialpolitik. Bd. 2 (1922), S. 24–90, 226–247, 693–697.
- mit Adolf Sarter: Die Eisenbahnreform in Deutschland und in Österreich. Zwei Abhandlungen. J. Springer, Berlin 1924.